# Il colonnello Buttiglione diventa generale
Il colonnello Buttiglione diventa generale è un film del 1974 diretto da Mino Guerrini.
La pellicola è interpretata tra gli altri da Jacques Dufilho, Aldo Maccione e Mario Marenco.

## Trama
Il colonnello Rambaldo Buttiglione e il suo aiutante, il sergente Mastino, devono fare i conti con reclute incompetenti, supervisori azzimati e soldati che perdono solo tempo. Dopo che il suo reggimento ha quasi sabotato una manovra della NUTO (parodia della reale NATO ) con involontarie esplosioni, per toglierlo dall'impiego operativo, viene nominato generale. Tuttavia, alla fine del film, Buttiglione muore nell'esplosione della sua torta di compleanno, erroneamente decorata con candelotti di dinamite anziché candeline. Si ritrova poi all'inferno e incontra il sergente Mastino, in veste di diavolo (con nome Minosse).